# Speča Venera (Giorgione)
Speča Venera (italijansko: Venere dormiente), znana tudi kot Dresdenska Venera (Venere di Dresda), je slika, ki jo tradicionalno pripisujejo italijanskemu renesančnemu slikarju Giorgioneju, čeprav se že dolgo misli, da jo je Tizian dokončal po Giorgionejevi smrti leta 1510. Pokrajina in nebo velja v glavnem za njegovo delo. V 21. stoletju se je veliko znanstvenega mnenja premaknilo v smeri, da bi videli golo figuro Venere kot jo je narisal Tizian, kar pušča Giorgionejev prispevek negotov. Hranijo jo v Gemäldegalerie v Dresdenu. Po drugi svetovni vojni je bila slika za kratek čas v posesti Sovjetske zveze.
Slika, ki je eno zadnjih Giorgionejevih del (če je), prikazuje golo žensko, katere profil zdi, da v ozadju odmeva v valovitih konturah hribov. Gre za prvi znan nasmejan akt v zahodnem slikarstvu in skupaj s sliko Pastoralni koncert (Louvre), drugo sliko, s katero sta se spopadala Tizian in Giorgione, je vzpostavila »žanr erotične mitološke pastorale«  it established "the genre of erotic mythological pastoral",, z ženskimi akti v pokrajini, ki jo v tem primeru spremljajo oblečeni moški. Ena sama gola ženska v katerem koli položaju je bila nenavaden predmet velike slike v tistem času, a naj bi postala priljubljena stoletja pozneje, saj je »počivajoča gola ženska postala značilnost beneškega slikarstva«.
Prvotno je bila poleg Venerinih nog sedeča figura Kupida, ki je bila v 19. stoletju prebarvana. Med slikanjem se je na obeh straneh spremenila tudi pokrajina, prav tako tudi barvanje draperije, glava Venere pa je bila prvotno videti v profilu, zaradi česar je bila zelo podobna Tizijanovi kasnejši Pardo Veneri.

## Zgodovina
Po običajnem poročilu je bila slika dokončana v času Giorgionejeve smrti. Pokrajino in nebo je pozneje dokončal Tizian, ki je leta 1534 naslikal podobno sliko Urbinska Venera in še nekaj drugih nasmejanih ženskih aktov, kot so njegove kompozicije z večkrat ponovljenimi Venera in glasbenik ter Danae, obe od 1540 dalje. Drugi elementi, ki jih je ponovno uporabil Tizian, so gore na levem obzorju, ki se znova pojavijo v Ciganski Madoni (približno 1511, Dunaj) in zgradbe na desni, ki jih spet vidimo v Noli me tangere c. 1514 (Narodna galerija, London).
Slika je po navadi identificirana z eno, vključno s Kupidom, ki jo je v zbirki Girolama Marcella leta 1525 opisal Marcantonio Michieli, beneški patricij, ki ga je zanimala umetnost in je na slikah, ki jih je videl, pustil zapiske, sestavljene med približno 1521 in 1543. Sliko opisuje kot Giorgionejevo, vendar s pokrajino, ki jo je dokončal Tizian in do nedavnega je bila ta dvojna atribucija splošno sprejeta, čeprav umetnostni zgodovinarji vedo, da so bili Giorgioneji že do tega zgodnjega datuma redki in mu jih pripisujejo preveč. Vsaj takrat, ko je Carlo Ridolfi videl sliko v Marcellovi zbirki, je približno stoletje pozneje Kupid držal ptico, medtem ko se na sliki v Dresdnu (gledano na rentgenskih posnetkih) zdi, da meri svoj lok, morda na gledalca, čeprav je njegovo pozo težko razvozlati. Še vedno je mogoče, da Marcellova slika v resnici ni tista, ki je zdaj v Dresdnu, ali da je, ampak da so bili podatki, ki jih je Michiel omenil glede avtorstva, napačni.
Marcello se je poročil leta 1507 in namigovalo se je, da je sliko naročil, da bi to proslavil; primernost ležečega akta kot poročne slike je bila raziskana tudi v povezavi z Urbinsko Venero.
Sliko je od francoskega trgovca leta 1695 kupil Avgust Močni Saški kot Giorgionejevo, toda do leta 1722 je bila v katalogu opisana kot »Znamenita Venera, ki je ležala v Tizianovi pokrajini«. Do zgodnjega 19. stoletja je veljalo, da je kopija po Tizianu. Ni bila identificirana s sliko, ki jo je Michieli videl pred 19. stoletjem, kot je to predlagal Giovanni Morelli, po kateri je Michielov pripis Giorgioneju s Tizianovo pokrajino večinoma sprejeto več kot stoletje. Vsako podcenjevanje je bilo izgubljeno, ko je bila slika prenesena na novo platno, verjetno v zgodnjem 19. stoletju.

## Kritični sprejem
Temeljno erotičnost nakazuje Venerina dvignjena roka in postavitev njene leve roke na njeno mednožje. Rjuha je pobarvana v srebrni barvi in je bolj hladna barva kot bolj pogosto uporabljeni topli toni za posteljnino in je togega videza v primerjavi s tistimi, ki so prikazane na podobnih slikah Tiziana ali Velázqueza. Pokrajina posnema krivulje ženskega telesa, kar pa človeško telo spet povezuje z naravnim, organskim objektom.
Sydney Freedberg piše:
Oblika je vizualna demonstracija stanja bivanja, v katerem je idealiziran obstoj zaustavljen v nespremenljivi harmoniji počasnega dihanja. Vsa čutnost je bila odstranjena iz te čutne prisotnosti in vse spodbudnosti; Venera ne označuje dejanja ljubezni, temveč spomin nanjo. Popolno utelešenje sanj Giorgioneja, ona sama sanja njegove sanje.
Umetnostni zgodovinar Michael Paraskos je namigoval, da je slika morda alegorija otoka Ciper, ki ga je leta 1489 kraljica Caterina Cornaro prepustila Benetkam. Paraskos nakazuje, da je slika nastala pod vplivom izgnanega dvora Ciprskega kraljestva, ki ga je beneški senat dovolil ustanoviti v izgnanstvu na Asolu v Benečiji in da sproža občutek izgube in hrepenenja po vrnitvi. Poleg tega, da domneva, da je telo Venere podobno obliki otoka, Paraskos trdi, da so geografske značilnosti, ki ga obdajajo, podobne tistim, ki bi jih bilo mogoče opaziti s potovanjem iz poletne palače Lusignan v Potamiji na jugovzhodu Cipra, proti gori Troodhos na zahodu.

## Vplivi
Poza figure je bila povezana s figuro v eni od lesoreznih ilustracij Hypnerotomachia Poliphili iz leta 1499, [15], vendar je akt te velikosti kot enega samega predmeta v zahodnem slikarstvu brez primere in v veliki meri določena obravnava vrste v prihodnjih stoletjih, na primer izključitev bolj eksplicitne obravnave v sodobnih gravurah Giovannija Battista Palumba. Čeprav je bilo odtisnjenih še veliko golih ženskih figur, sta dve slavni Botticellijevi sliki Rojstvo Venere in Pomlad najbližji precedens v slikarstvu. Kontemplativni odnos do narave in lepote figure je značilen za Giorgioneja.
Sestava te slike je bila zelo vplivna, čeprav je bila javna razstava takšnih slik pogosto nekaj stoletij omejena. Vpliv te slike ali slik, na katere je vplivala, je mogoče zaslediti v številnih poznejših odmevnih aktih, kot so Pardo Venera in Urbinska Venera, Velázquezova Rokeby Venera, Goyeva Gola Maja in Manetova Olimpija in druga dela Ingresa in Rubensa, če jih naštejem le nekaj.
| Naslonjene gole ženske v zahodni umetnosti (1520–1900) | Naslonjene gole ženske v zahodni umetnosti (1520–1900) | Naslonjene gole ženske v zahodni umetnosti (1520–1900) | Naslonjene gole ženske v zahodni umetnosti (1520–1900) | Naslonjene gole ženske v zahodni umetnosti (1520–1900) |
| ------------------------------------------------------ | ------------------------------------------------------ | ------------------------------------------------------ | ------------------------------------------------------ | ------------------------------------------------------ |
|                                                        |                                                        |                                                        |                                                        |                                                        |
| Girolamo da Treviso, 1520                              | Tizian, 1534                                           | Bordone, 1540                                          | Annibale Carracci, 1602                                | Artemisia Gentileschi, 1625                            |
|                                                        |                                                        |                                                        |                                                        |                                                        |
| Reni, 1639                                             | Velázquez, c. 1650                                     | Goya,1792                                              | Cabanel, 1863                                          | Manet, 1863                                            |